# 株価暴落
『株価暴落』（かぶかぼうらく）は、池井戸潤の小説。2004年3月30日に文藝春秋から書き下ろしで単行本が刊行された。2007年3月10日には文春文庫版が出版された。
2014年にWOWOWでテレビドラマ化された。

## あらすじ
ある日、白水銀行の板東洋史が担当する大手スーパー・一風堂の店舗で爆破テロが発生。債務超過に転落してから経営再建に乗り出した矢先の事件だった。犯人は「案山子」と名乗り、一風堂会長と社長の辞任、そして会社清算を要求する声明文を出し、一風堂の株価は暴落する。メインバンクである白水銀行では、破産懸念の一風堂にこれ以上の追加融資を反対する坂東と、倒産しないように支援を続けるべきという企画部次長の二戸哲也が激しく対立する。
そんな状況下で一風堂内部では、財務部長の友部勇作が一風堂創業者でワンマン会長の風間耕造を解任すべくクーデターを画策していた。一方、爆破犯人を追う野猿刑事と田崎刑事は、容疑者と目された犬鳴黄を追いかけるが、なぜかなかなか捕らえることが出来ず、やがて第2・第3の爆破テロが発生する。
そして白水銀行では、追加支援を見送るかどうかを決定する役員会が開かれようとしていた。

## 登場人物

### 白水銀行
一風堂のメインバンクである大手銀行。白水電気・白水自動車などの同資本系列企業と共に白水グループを構成している。
板東洋史（ばんどう ひろし）
審査部調査役。傘下に数百社を擁する大企業・一風堂を担当している。
淡島平太（あわしま へいた）
板東と同じ審査部調査役で、板東の補佐を務めている。
川嶋雄一（かわしま ゆういち）
審査部部長。板東の上司。
田丸直紀（たまる なおき）
融資部企業融資グループ調査役。
熱血漢で、一風堂の子会社・ネオ一風堂進出の煽りを受けて倒産した、安岡商店のことを坂東に教える。
二戸哲也（にと てつや）
企画部次長。一風堂の追加融資を主張し、板東と対立している。
来栖太平（くるす たいへい）
企画部部長。二戸の上司。
波田尚人（はだ なおと）
総務部調査役。二戸の同窓同期。
小松善次（こまつ よしつぐ）
人事部次長。
香西喬久
頭取。

### 株式会社一風堂
全国に300店舗を展開している巨大スーパー。グループ売上2兆円・傘下企業数百社を抱える大企業で「流通業界の巨象」といわれるが、一方で1兆円超の有利子負債を抱えている上、業績悪化により実質的に債務超過状態に陥っており、トップ交代を実施し再建計画を策定、メインバンクである白水銀行の支援の下経営再建に乗り出している。
友部勇作（ともべ ゆうさく）
財務部長。
財前知春（ざいぜん ともはる）
広報室長。一風堂きってのエリートと言われる。
西原竹史（にしはら たけし）
社長。元財務省課長で、女婿になって今の地位を得た。
風間耕造（かざま こうぞう）
会長。カリスマの創業社長。

### 警察関係者
野猿（やえん）
警視庁捜査一課特殊捜査班刑事。
田崎
警視庁捜査一課特殊捜査班刑事。
滝田君夫
蒲田署の刑事。

### 犬鳴電子部品
犬鳴黄（いぬなき こう〈旧姓：安岡〉）
21歳。両親の死後、叔父に引き取られ「犬鳴電子部品」に入社し、一人住まいをしている。一風堂爆破事件の容疑者。
犬鳴徳一
社長。黄の叔父。
高田昌二（たかだ しょうじ）
運送係長。元暴走族。

### その他
安岡精二（やすおか せいじ）
安岡商店社長で黄の父。白水銀行から融資が受けられず、会社が倒産し自殺する。
東堂由希（とうどう ゆき）
看護師。黄の恋人。
山崎信夫（やまざき のぶお）
黄の同級生。元暴走族。

## 書誌情報
- 単行本：文藝春秋、2004年3月30日[1]、ISBN 978-4-16-322780-1
- 文庫本：文春文庫、2007年3月10日[2]、ISBN 978-4-16-772801-4

## テレビドラマ
2014年10月19日から11月16日まで、WOWOWの連続ドラマW「日曜オリジナルドラマ」で放送された。主演は織田裕二。全5話。WOWOWでの池井戸作品のテレビドラマ化は、『空飛ぶタイヤ』『下町ロケット』に続き、本作が3作目となる。
2016年、第32回ATP賞テレビグランプリ2016ドラマ部門・優秀賞を受賞した。

### キャスト
白水銀行
- 板東洋史（審査部 調査役） - 織田裕二
- 二戸哲也（企画部次長） - 高嶋政伸
- 田丸直美（融資部 中小企業担当、板東の同期。） - 鶴田真由
- 淡島平太（審査部 調査役、板東の部下） - 平山浩行
- 川嶋雄一（審査部長、板東の上司） - 矢島健一
- 来栖太平（企画部長、二戸の上司） - 相島一之
- 波田尚人（総務部 調査役） - 飯田基祐
- 香西喬久（頭取） - 大石吾朗

スーパー一風堂
- 友部勇作（取締役 財務部長） - 石黒賢
- 財前知春（取締役 広報室長） - 石橋凌
- 西原竹史（社長） - 伊藤正之
- 風間耕造（会長） - 竜雷太

警察関係者
- 野猿宏満（警視庁捜査一課 第一特殊犯捜査 警部補） - 板尾創路
- 田崎周平（警視庁捜査一課 第一特殊犯捜査 巡査長、野猿の部下） - 遠藤要
- 岩瀬厚一郎（警視庁捜査一課 管理官） - 久ヶ沢徹
- 滝田君夫（蒲田西警察署 刑事課 警部補） - 渡辺いっけい

その他
- 犬鳴黄（電子部品工場工員、一風堂爆破事件の容疑者） - 瀬戸康史
- 東堂由希（看護師、犬鳴の恋人） - 川島海荷
- 山崎信夫（犬鳴の同級生） - 森廉
- 安岡精二（安岡商店社長、犬鳴の父） - 近江谷太朗
- 二戸奈月（二戸の妻、代議士・黒岩の娘） - 瀬奈じゅん
- 黒岩和雄（民自党代議士、奈月の父） - 佐々木勝彦
- 音尾琢真

### スタッフ
- 原作 - 池井戸潤『株価暴落』（文春文庫刊）
- 監督 - 鈴木浩介
- 脚本 - 吉本昌弘
- 音楽 - 村松崇継
- 警察監修 - 尾﨑祐司[7]
- 医療監修 - 中澤暁雄[7]
- 経済監修 - 三井孝俊、松下和洋[7]
- サウンドデザイン - 石井和之
- アクションコーディネーター - 高槻祐士
- VFX・技術協力 - オムニバス・ジャパン
- プロデューサー - 青木泰憲、内丸摂子
- 製作 - WOWOW、東阪企画[7]

### 放送日程
| 放送回 | 放送日   |
| ------ | -------- |
| 第1話  | 10月19日 |
| 第2話  | 10月26日 |
| 第3話  | 11月02日 |
| 第4話  | 11月09日 |
| 最終話 | 11月16日 |

| WOWOW 日曜オリジナルドラマ 連続ドラマW | WOWOW 日曜オリジナルドラマ 連続ドラマW | WOWOW 日曜オリジナルドラマ 連続ドラマW |
| 前番組                                 | 番組名                                 | 次番組                                 |
| -------------------------------------- | -------------------------------------- | -------------------------------------- |
| 枠設立前につき無し                     | 株価暴落 （2014年10月19日 - 11月16日） | 悪貨 （2014年11月23日 - 12月21日）     |
| 日曜 22:00 - 23:00                     |                                        |                                        |
| 罪人の嘘 （2014年8月31日 - 9月28日）   | 株価暴落 （2014年10月19日 - 11月16日） | 悪貨 （2014年11月23日 - 12月21日）     |